# Phosphinige Säuren
Phosphinige Säuren sind Säuren des dreiwertigen Phosphors mit der Summenformel R2POH. Phosphinige Säuren sollten nicht mit den phosphonigen Säuren verwechselt werden. Phosphinige Säuren, bei denen die Wasserstoffatome der phosphinige Säure durch Alkyl- oder Arylgruppen ersetzt sind, werden als dialkyl- oder diarylphosphinige Säuren bezeichnet.

## Gewinnung und Darstellung
Phosphinige Säuren können durch Oxidation von Phosphinen dargestellt werden. Ihre Ester [R2P(OR')] und Amide [R2P(NR'2)] sind aus den entsprechenden Chloriden R2PCl zugänglich.

### Oxidation sekundärer Phosphine zu phosphiniger Säure und Phosphinsäure
Die Oxidation sekundärer Phosphine (R2PH) liefert sekundäre Phosphinoxide (R2HP=O), die zur entsprechenden phosphinigen Säure tautomerisieren und zu Phosphinsäuren weiteroxidiert werden können:

### Oxidation primärer Phosphine zu phosphoniger Säure
Bei der Luftoxidation eines primären Phosphins (RPH2) entsteht über die Zwischenstufe des primären Phosphinoxids die entsprechende organische phosphonige Säure (z. B. mit R = Phenylgruppe):

## Eigenschaften
Die perfluorierte phosphinige Säure Bis(trifluormethyl)phosphinigsäure (CF3)2POH ist eine farblose Flüssigkeit, die bei der Umsetzung von (CF3)2PNEt2 mit drei Äquivalenten p-Toluolsulfonsäure entsteht. Sie war die erste phosphinige Säure, die nicht zum entsprechenden Phosphanoxid tautomerisiert und gefahrlos handhabbar ist. Sie wurde 1960 erstmals von J. E. Griffiths und A. B. Burg synthetisiert. Bis(trifluormethyl)phosphinigsäure und die 2009 erstmals synthetisierte ähnliche Verbindung (C2F5)2POH liegen im gasförmigen und im festen Zustand als Hydroxosäuren und nicht als Phosphanoxide vor, was durch Elektronenbeugung bzw. Röntgenstrukturanalyse nachgewiesen wurde. Im flüssigen Zustand liegt (C2F5)2POH dagegen als Gemisch der beiden Tautomeren vor, wobei die starke Assoziation durch Wasserstoffbrücken eine Rolle spielt.

## Verwendung
Komplexe der phosphinigen Säuren mit Übergangsmetallen spielen eine wichtige Rolle als Katalysatoren von Kreuzkupplungsreaktionen. Allerdings konnten bisher nur wenige tatsächlich als echte Phosphinsäure isoliert werden.